# Рябчиков, Александр Ильич
Рябчиков Александр Ильич (род. 15 июня 1950 года, Рубцовск Алтайского края) — специалист в области физической электроники, доктор физико-математических наук, заведующий лабораторией № 22, профессор Томского политехнического университета. Директор Научно-исследовательского института ядерной физики (1997—2008).  Заслуженный работник науки и техники РФ (2008).

## Биография
Рябчиков Александр Ильич родился 15 июня 1950 года в городе Рубцовск Алтайского края. В 1967 году окончил школу № 6 города Рубцовска. Продолжил учебу в институте. В 1973 году окончил электрофизический факультет Томского политехнического института,  получив специальность «Физическая электроника». В 1975—1978 году учился в аспирантуре Томского политехнического института по специальности «Электрофизические установки и ускорители». В 1978 году защитил кандидатскую диссертацию на тему «Исследование и разработка методов управления траекторией движения сильноточных релятивистских электронных пучков».
Трудиться начал после окончания школы, работал на Алтайском тракторном заводе фрезеровщиком (1967—1968). По окончании института работал в НИИ ядерной физики. С 1973 года последовательно занимал в НИИ должности инженера, старшего инженера, младшего научного сотрудника, старшего научного сотрудника, заведующего лабораторией, заместителя директора по научной работе. В 1997—2008 года работал директором НИИ ядерной физики при Томском политехническом университете.
В 1994 году защитил докторскую диссертацию на тему «Импульсно-периодические многофунуциональные источники ионов на основе вакуумной дуги и нетрадиционные методы ионно-лучевой, ионно-плазменной обработки материалов». Получил ученую степень доктора  физико-математических наук и звание профессора.
Научным руководителем и наставником Александра Ильича был член-корреспондент АН СССР и РАН Андрей Николаевич Диденко.
Область научных интересов: ионная имплантация, физика пучков заряженных частиц, методы плазменного осаждения покрытий,  ускорительная техника.
Рябчиков Александр Ильич имеет 42 патента на изобретения, является автором около 260 научных работ, под его руководством в институте было подготовлено и защищено 4 кандидатские и 4 докторские диссертации.

## Труды
- Применение высокочастотного короткоимпульсного потенциала смещения для ионно-лучевой и плазменной обработки проводящих и диэлектрических материалов / А. И. Рябчиков, И. Б. Степанов // Известия Томского политехнического университета. 2010. Т. 316, N 4. С. 85-89 : ил. — Библиогр.: с. 89 (16 назв.). ISSN 1684-8519.
- Исследование зарядового состояния газовой и металлической плазмы с использованием плазменно-иммерсионного времяпролетного спектрометра / А. И. Рябчиков, И. Б. Степанов, С. Е. Еремин // Известия Томского политехнического университета. — 2010. Т. 316, N 4. — С. 90-93 : ил. — Библиогр.: с. 93 (8 назв.). ISSN 1684-8519.
- Источник псевдоленточных пучков ионов металлов [Текст] / А. И. Рябчиков, И. Б. Степанов, Д. О. Сивин // Известия Томского политехнического университета. 2010. Т. 316, N 4. — С. 94-97 : ил. Библиогр.: с. 97 (5 назв.). ISSN 1684-8519.